# 富久クロス
富久クロス（とみひさクロス、英：Tomihisa Cross）は、東京都新宿区富久町で行われた大規模再開発事業。タワーマンションを中心に約3,000人が暮らす新しい街が整備された。

## 概要
新宿区の西富久地区は、1980年代のバブル景気時に地上げで地価がつり上がったが、バブル崩壊後、駐車場や空地が虫食い状態のまま放置され、若い世代が多く転出していったことにより、まちの少子高齢化が進み、商店の売り上げも激減する等、地区内のコミュニティは崩壊の危機に見舞われた。また、不審火や泥棒、ホームレスの空き家侵入等、防犯、防災上の問題が地区内の深刻な問題となって取り残されてしまった。
1999年（平成11年）には都市基盤整備公団（現：都市再生機構）が虫食い地の買い取りを始め、再開発面積の約3分の1を取得。02年には都市再生を掲げた小泉純一郎政権が「緊急整備地域」の一つに選んだ。
2001年（平成13年）に住民は「プロジェクトを市街地再開発事業して進めていくこと」、「高層マンションとペントハウスの複合型開発とすること」の2点を総会で確認し、新宿区西富久地区市街地再開発準備組合を設立。08年に都市計画決定、翌年に西富久地区市街地再開発組合設立認可を受け、 15年9月に全体が竣工し引き渡しを迎えた。事業費は約650億円。総合設計制度のために一定規模の公園設置が必要となるが、現在の富久さくら公園を公園として設置。ただし公園の敷地は国有地（かつては法務省官舎があった）を新宿区が借り上げて公園としており、民間の再開発に国有地が一体利用されている点は地元の実力者であり、財務族の与謝野馨の働きがあったとの噂もある。
富久クロスは、約2.6haの開発区域内に超高層分譲住宅（富久クロスコンフォートタワー）、賃貸中心の中層住宅（富久クロスグリーンレジデンス）、権利者向けに3階と中層7階に配置されたペントハウス住宅（ペントテラス）および低層部に配置された大型スーパー、認定こども園、権利者店舗による施設部分で構成され、地区内に計画された外苑西通り（東京都市計画道路幹線街路環状第4号線）の延伸等の整備も一体的に行われた。

### 富久クロス コンフォートタワー
山手線内では最高層クラスとなる高さ約190m、55階建て、制振構造による1,084戸の超高層住宅である。縦に伸びる柱をリブ形状とすることで高さ方向への意識付けを行い、よりシャープなデザインとし、頂部に印象的なフレームを設けることにより、ランドマーク性を高めた。2013年（平成25年）9月に販売を始め、販売終了まで約6ヵ月間と、通常のおよそ半分の期間で販売を終える人気ぶりだった。

### 富久クロス グリーンレジデンス
ワンルーム中心の賃貸住宅。7階建て138戸。従前アパート経営をしていた権利者が従後も同様に賃料収入を得られるよう建てられた。

### ペントテラス
平屋や2階建ての計22棟のペントハウス。元々戸建て住宅に住んでいた権利者が元の生活形態を継続できることを目的にし、路地のある専用庭付き戸建て風住宅をスーパーマーケット（ほか子ども園、商業店舗の出店）が入る低層施設棟の屋上にあたる人工地盤上と及び7階建中層棟屋に再現した。タワー型や板状型の共同住宅ではなく、専用庭を所有して壁を共有しない一戸建てに限りなく近づけた住宅を実現させた。家賃収入を権利の一部として中層集合住宅の一室を所有してこれを賃貸に出すことで得て、再開発時の住宅建設費や建物管理費に充てている。
この計画における最大の特徴であるのが、「なだらかな坂」と名付けられた坂を道路から直接アプローチして接地性を高める工夫を行い、また顔の見える昔ながらのコミュニティの再生を意図して、生垣の高さを目線より下げることと、路地に直接に面する縁側を設けるなど、気軽に会話を交わせられる関係性を築くことが可能な宅地の設計とし、路地にもベンチのある小広場的な空間をちりばめて、井戸端会議をしやすい雰囲気創りを行っていることである。

### 施設
低層部分にヨークフーズ新宿富久店と認定こども園を核として配置し、道路に面して権利者店舗・クリニック等の生活支援施設を並べ、街並みの賑わい創出を図った。

## 沿革
- 1990年 - 地元住民が地上げ問題に対する勉強会を開始。
- 1997年 - 街づくり組合を立ち上げる。
- 2001年 - 新宿区西富久地区市街地再開発準備組合を設立。
- 2008年 - 都市計画決定。
- 2009年 - 西富久地区市街地再開発組合設立認可。
- 2012年5月 - 着工。
- 2015年9月 - 竣工、引き渡し。
- 2018年9月 - 再開発組合解散[12]。

## 近隣施設
- 東京医科大学
- 東京都立総合芸術高等学校